# Cajaje Sarones
Cajaje Sarones (em armênio: Քաջաջ Սահարունի; romaniz.: Kʼaǰaǰ Saharuni; 483) foi um nobre armênio (nacarar) do século V, membro da família Sarones, que esteve ativo no reinado do xainxá Perozes I (r. 459–484).

## Nome
Cajaje (Քաջաջ, K'aǰaǰ) é um nome de origem armênia que significa "cujo direito é corajoso". É formado pelas palavras kʼaǰ (քաջ), "corajoso", e aǰ (աջ), "certo".

## Contexto

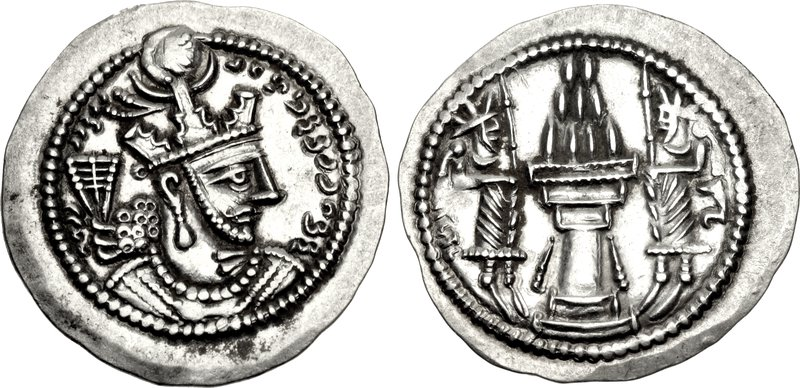
Dracma de r.

Após 387, o Reino da Armênia foi dividido em duas zonas de influência, a bizantina e a persa. Além disso, em 428, o último rei arsácida, Artaxias IV (r. 423-428), foi deposto pelo xainxá Vararanes V (r. 420–438) a pedido dos nacarares, inaugurando o Marzobanato da Armênia. Muito rapidamente, os armênios desiludiram: em 449, Isdigerdes II (r. 438–457) ordenou que eles apostatassem e se convertessem ao zoroastrismo. Sob a liderança de Vardanes II, se revoltaram, mas foram derrotados em junho (ou 26 de maio) de 451 na Batalha de Avarair; a maioria dos nacarares que participaram da revolta foram então deportados à capital persa de Ctesifonte. Após Avarair, os armênios foram constantemente chamados pelos persas para expedições militares distantes e foram obrigados a aceitar o crescente poder dos apóstatas. No contexto, receberam bem o apelo da revolta de Vactangue I (r. 447–522), que sublevou contra os persas.

## Vida
Cajaje foi membro da família Sarones, mas sua parentela é desconhecida. Quando Vaanes I aceitou apoiar a revolta de Vactangue contra o xainxá Perozes I (r. 459–484), decidiu apoiar os rebeldes. Na primavera de 483, quando as tropas do general Zarmir, o Azarapates aproximaram-se de Dúbio com a intenção de cercar os rebeldes na cidade, participou da Batalha de Narseapate na qual os rebeldes, embora numericamente em desvantagem, conseguiram vencer os invasores. Cajaje esteve entre os nobres que foram martirizados pelos iranianos.